# Плато (штат)
Плато́ (англ. Plateau State) — один із 36 штатів у складі Нігерії. Розташований у центральній частині країни. Адміністративний центр — місто Джос.

## Історія
Штат був утворений 3 лютого 1976 року при розділенні штату Бенуе-Плато.
Назва походить від плато Джос, на якому розташований штат.

## Адміністративний поділ
До складу штату входять 17 районів:
| Район              | Площа, км² | Населення, осіб (2006) |
| ------------------ | ---------- | ---------------------- |
| Баркін-Ладі        | 1032       | 175267                 |
| Басса              | 1743       | 186859                 |
| Боккос             | 1682       | 178454                 |
| Васе               | 1750       | 125000                 |
| Ка'ан-Пан          | 2478       | 196929                 |
| Канам              | 2600       | 165898                 |
| Канке              | 926        | 121424                 |
| Мангу              | 1653       | 294931                 |
| Міканг             | 739        | 97411                  |
| Панкшин            | 1524       | 191685                 |
| Південний Джос     | 510        | 306716                 |
| Південний Лангтанг | 838        | 106305                 |
| Північний Джос     | 291        | 429300                 |
| Північний Лангтанг | 1188       | 140643                 |
| Рійом              | 807        | 131557                 |
| Східний Джос       | 1020       | 85602                  |
| Шендам             | 2477       | 208017                 |